# Richmond Park (stadion)
Richmond Park is een voetbalstadion in de Ierse stad Dublin. In het stadion speelt St. Patrick's Athletic FC haar thuiswedstrijden.

## Geschiedenis
Na het ontstaan van de Ierse Vrijstaat werd het stadion 3 jaar lang niet gebruikt, tot Brideville FC in 1925 het stadion begon te gebruiken totdat het in 1930 verpicht werd te verhuizen (naar Harold's Cross Stadium) omdat St. Patrick's Athletic FC het stadion betrok. Toen St. Pats in 1951 deel gingen nemen aan de League of Ireland was het stadion niet geschikt om in te spelen en St. Pats zwierf langs verschillende stadions in Dublin terwijl Richmond Park werd verbouwd tot het aan de eisen voldeed. In 1960 keerde St Pats terug naar Inchicore en speelde het haar eerste League of Ireland-wedstrijd in Richmond Park. In mei 1989 werd begonnen met een volgende verbouwing, maar door financiële problemen keerde St. Pats pas terug op 5 december 1993. In de tussenliggende periode speelde St. Pats weer in Harold's Cross Stadium waar ze in 1990 hun eerste kampioenschap sinds 34 jaar mochten vieren.
Het stadion wordt verder gebruikt door de Ierse voetbalbond die er wedstrijden van Ierse jeugdteams en het Iers vrouwenvoetbalelftal.
Er zijn 2 League of Ireland Cup-finales gespeeld (in 1982 and 2003) en er zijn 2 finales van de Leinster Senior Cup (competitie van de provincie Leinster. In 2001, 2002, 2003 and een gedeelte van 2004 speelde Shamrock Rovers FC hier omdat hun stadion werd verbouwd. In 2005 speelde Dublin City FC in dit stadion omdat deze club geen eigen stadion had en wisselde tussen verschillende stadions. Richmond Park wordt ook vaak gebruikt door non-league clubs uit de omgeving wanneer zij zich kwalificeren voor de FAI Cup.
In 2005 kwam het bestuur van St. Pats met het idee om samen met Shamrock Rovers in het Tallaght Stadium te gaan spelen waarop de fans in opstand kwamen. De club kwam hierop terug.
In 2006 kwalificeerde St. Pats zich voor de UEFA Cup en om dit in het eigen stadion te mogen spelen had de club meer zitplaatsen nodig dan op dat moment. De begroeide heuvel achter Inchicore End goal werd weggegraven en er werd beton gestort waarop een tijdelijke tribune werd neergezet. Deze tijdelijke tribune stond er ook nog in 2011 toen de club uitkwam in de UEFA Europa League tegen ÍBV uit IJsland. Tijdens deze wedstrijd viel een supporter tijdens het vieren van een doelpunt door een van de houten planken waarop de bovenkant van deze tribune voor de volgende ronde tegen Sjachtjor Karaganda uit Kazachstan gesloten werd. Daarop werd de tribune volledig gesloten voor de rest van het seizoen
Voor het seizoen 2012 werden de kapotte planken uit de onderkant vervangen door goede uit de bovenkant zodat de helft van de tribune veilig was. De bovenkant bleef dicht, maar de onderkant mocht weer gebruikt worden voor wedstrijden. 
In 2013 doneerden de Patron Saints (supportersclub) €50,000 waarop de tijdelijke tribune werd afgebroken en een permanente tribune werd neergezet. Deze nieuwe tribune werd voor het eerst gebruikt op 11 juli 2013 in een wedstrijd tegen FK Žalgiris uit Litouwen. Op 27 July 2013 werd deze tribune officieel geopend, in het bijzijn van supporters, spelers en bestuur. De tribune kreeg de naam 'The Patrons' Stand'.
In 2018 kwam de club met de plannen om het stadion te verlaten voor de nieuw te bouwen Richmond Arena. Dit plan werd echter afgewezen door de Dublin City Council.
Dalymount Park (Bohemian FC) ·
Finn Park (Finn Harps FC) ·
Oriel Park (Dundalk FC) ·
Richmond Park (St. Patrick's Athletic FC) ·
Ryan McBride Brandywell Stadium (Derry City FC) ·
Showgrounds (Sligo Rovers FC) ·
Tallaght Stadium (Shamrock Rovers FC) ·
Tolka Park (Shelbourne FC) ·
Turners Cross (Cork City FC) ·
Waterford Regional Sports Centre (Waterford FC)
Athlone Town Stadium (Athlone Town FC) ·
Bishopsgate (Longford Town FC) ·
Carlisle Grounds (Bray Wanderers AFC) ·
Eamonn Deacy Park (Galway United FC) ·
Ferrycarrig Park (Wexford FC) ·
St. Colman's Park (Cobh Ramblers FC) ·
Stradbrook Road (Cabinteely FC) ·
Tallaght Stadium (Shamrock Rovers FC II) ·
UCD Bowl (University College Dublin AFC) ·
Head in the Game Park (Drogheda United FC) ·